# Тамм, Евгений Игоревич
Евге́ний И́горевич Тамм (16 ноября 1926 — 26 января 2008) — доктор физико-математических наук, лауреат Государственной премии СССР (1973), мастер спорта СССР (1962), заслуженный тренер СССР (1982) по альпинизму.
Заведующий сектором физики высоких энергий ФИАН им. П. Н. Лебедева, председатель Всесоюзной секции альпинизма ДСО «Буревестник», заместитель председателя Президиума Федерации альпинизма СССР (1976—1977), председатель Президиума Федерации альпинизма СССР (1978—1981). Руководитель и тренер сборов по подготовке гималайских экспедиций (1978—1981). Начальник Первой советской гималайской экспедиции (1982). Автор более 80 печатных научных работ и ряда альпинистских публикаций.

## Биография
Е. И. Тамм родился 16 ноября 1926 года в Москве.
В 1940 году вместе с отцом, И. Е. Таммом, совершил своё первое восхождение на Сунахет.
В 1943 году поступил в МАИ, позднее перевелся в МИФИ. После защиты диплома занимался экспериментальными работами в области физики высоких энергий.
В 1961 году команда альпинистов под руководством Е. И. Тамма получила золотые медали в классе высотных восхождений Чемпионата СССР за восхождение на Пик Коммунизма.
В 1962 году присвоено звание «Мастер спорта СССР».
С 1957 по 1972 годы руководил сборами и экспедициями на Кавказ, Памир, Тянь-Шань и Алтай.
В 1973 году удостоен Государственной премии СССР в составе научного коллектива за цикл работ «Фоторождение пи-мезонов на нуклонах».
С 1978 по 1981 годы являлся руководителем и тренером сборов по подготовке гималайских экспедиций.
В 1982 году являлся начальником Первой советской гималайской экспедиции, покорившей Эверест, за что ему было присвоено звание «Заслуженный тренер СССР».
Главный редактор «Энциклопедии туриста» (1993).
В 1999 году удостоен Премии имени П. А. Черенкова за серию работ по созданию ускорительного комплекса ФИАН в Троицке и проведение экспериментов по физике высоких энергий.
В последние годы жизни страдал от болезни Паркинсона. Скончался 26 января 2008 года. Похоронен рядом с могилами родителей, в Москве, на Новодевичьем кладбище.